# Sites mégalithiques du Nord
| \| Lille Cambrai Douai Dunkerque Valenciennes \| Répartition géographique des mégalithes. · : dolmen - : menhir - : autre site mégalithique |
| Lille Cambrai Douai Dunkerque Valenciennes                                                                                                  |

Cet article présente les sites mégalithiques situés dans le département du Nord, en France.

## Inventaire
| Monument              | Commune                | Remarque                                         | Protection        | Coordonnées                 | Illustration                                                                                       |
| --------------------- | ---------------------- | ------------------------------------------------ | ----------------- | --------------------------- | -------------------------------------------------------------------------------------------------- |
| Pierre qui Pousse     | Aubigny-au-Bac         | menhir                                           | Inscrit MH (1979) | 50° 16′ 03″ N, 3° 08′ 51″ E | |
| Polissoir             | Aubigny-au-Bac         | Polissoir conservé au Musée-Parc Arkéos de Douai |                   | 50° 24′ 33″ N, 3° 07′ 48″ E | |
| Pierre Croûte         | Bellignies             | menhir probable                                  |                   | 50° 19′ 35″ N, 3° 46′ 05″ E | |
| Pierres Jumelles      | Cambrai                | 2 menhirs                                        | Classé MH (1889)  | 50° 10′ 47″ N, 3° 14′ 41″ E | |
| Menhir de Clary       | Clary                  |                                                  |                   | 50° 04′ 33″ N, 3° 24′ 00″ E | Menhir de Clary                                                                                    |
| Pierre-au-Beurre      | Féchain                |                                                  |                   |                             | |
| Polissoir de Féchain  | Féchain                |                                                  | Inscrit MH (1980) | 50° 15′ 57″ N, 3° 12′ 43″ E | |
| Dolmen du Bois        | Hamel                  |                                                  | Classé MH (1914)  | 50° 17′ 01″ N, 3° 03′ 25″ E | |
| Menhir du Trinquige   | Lécluse                |                                                  |                   | enfoui                      | |
| Pierre du Diable      | Lécluse                | menhir                                           | Classé MH (1914)  | 50° 16′ 10″ N, 3° 01′ 34″ E | |
| Cromlech de Niergnies | Niergnies              |                                                  |                   | 50° 08′ 59″ N, 3° 14′ 58″ E | Le cromlech de Niergnies est représenté par un ensemble de pierre entourant le tumulus du calvaire |
| Polissoir d'Ors       | Ors                    |                                                  | Inscrit MH (1980) | 50° 07′ 43″ N, 3° 36′ 24″ E | |
| Pierre des Vallées    | Prisches               | menhir                                           |                   |                             | |
| Pierre de Dessus-Bise | Sars-Poteries          | menhir                                           | Classé MH (1862)  | 50° 10′ 16″ N, 4° 01′ 42″ E | |
| Polissoir des Proies  | Solesmes               |                                                  |                   |                             | |
| Pierres Martine       | Solre-le-Château       | menhir                                           | Classé MH (1862)  | 50° 09′ 52″ N, 4° 05′ 03″ E | |
| Gros Caillou          | Vendegies-sur-Écaillon |                                                  | Classé MH (1980)  | 50° 16′ 04″ N, 3° 30′ 29″ E | |
| Borne Grand-Père      | Villers-au-Tertre      |                                                  |                   | 50° 18′ 39″ N, 3° 10′ 14″ E | La Borne Grand Père de Villers au Tertre                                                           |